# Franz Matsch
Franz Josef Karl Matsch (ou von Matsch), né le 16 septembre 1861 à Vienne où il est mort le 5 octobre 1942, est un artiste peintre, décorateur et sculpteur autrichien, connu pour sa collaboration avec Ernst et Gustav Klimt.

## Biographie
Matsch est né à Vienne (Empire d'Autriche) le 18 septembre 1861. Il est le fils de Karl Matsch, qui était fondé de pouvoir. À partir de 1875, Franz fréquente l'école des arts appliqués de Vienne et étudie entre autres auprès de Michael Rieser (en), Karl Hrachowina et Ludwig Minnigerode (1847-1930). Matsch est diplômé en 1883.
Il a pour condisciples Gustav Klimt et son frère Ernst Klimt. Tous les trois forment vers 1879 une communauté sous le nom de « Künstler-Compagnie ». Ils vécurent ensemble, vraisemblablement jusqu'au mariage de Matsch, dans le 8e arrondissement de Vienne, dans un pavillon situé dans le jardin de la maison familiale des Matsch, au 21 Josefstädter Straße, mais leur atelier commun se situait dans le 6e arrondissement, au 8 Sandwirtgasse.
Tous trois ont exécuté de nombreuses fresques murales et des plafonds, entre autres pour des bâtiments viennois situés sur la Ringstrasse. Ils ont également travaillé sur des chantiers situés à Reichenberg, à Fiume et pour l'Achilleion de l'impératrice Élisabeth à Corfou. En 1891, à l'instar de Gustav Klimt, Matsch devient membre de la coopérative des beaux-arts (Künstlerhaus)  de Vienne. Ernst Klimt meurt en 1892. Puis Gustav s'en va fonder la Sécession viennoise.

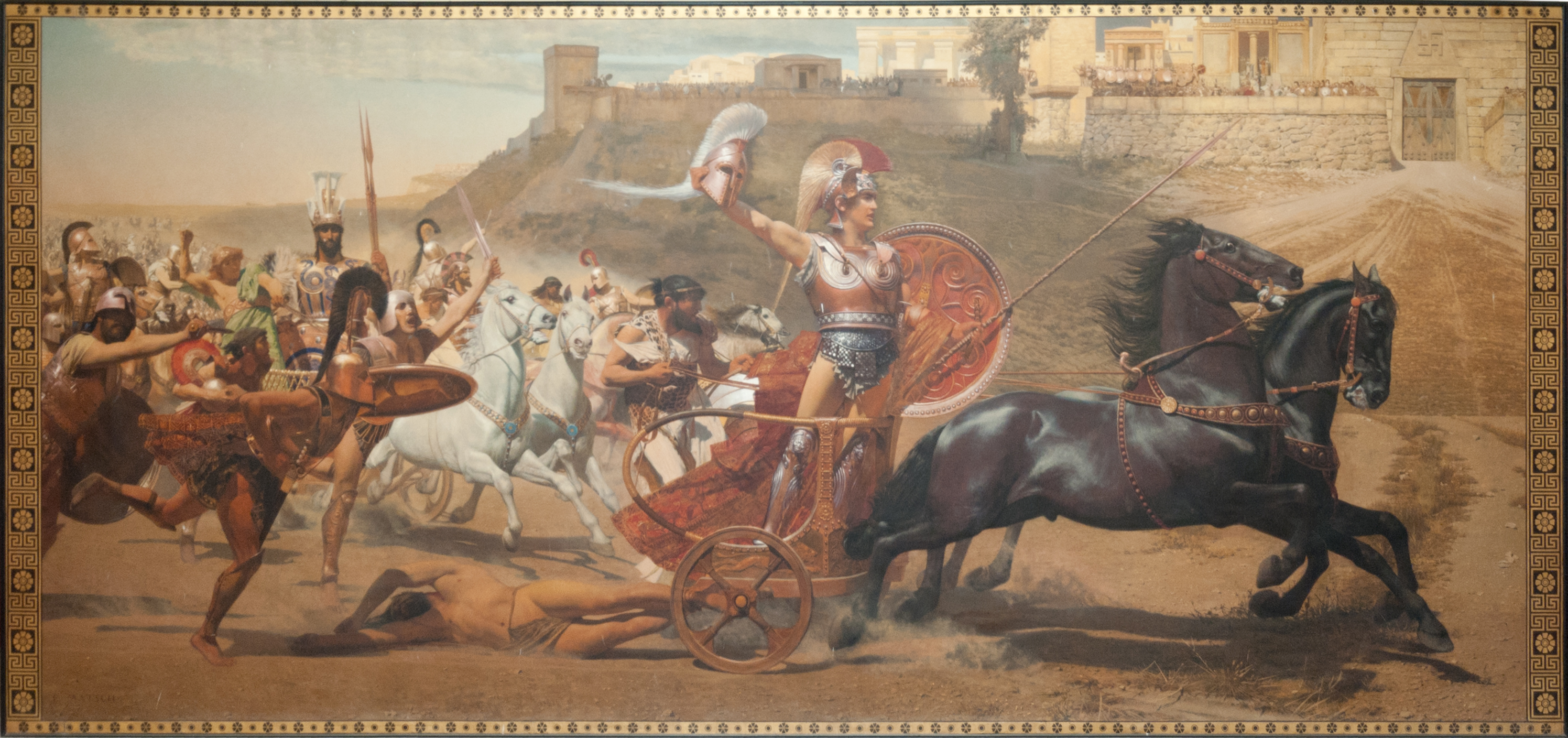
Le Triomphe d'Achille, l'une des fresques de l'Achilleion à Corfou (1892).

En 1895, Franz Matsch épouse Theresia Anna Kattus (de), la fille du producteur d'un célèbre vin mousseux. Déjà issu d'un milieu assez aisé, le soutien financier de sa belle-famille, ainsi que le succès que le peintre rencontre en tant que portraitiste des principaux notables et de l'aristocratie du pays, le conduisent à la prospérité et recevoir de nombreux honneurs. En 1896, Franz Matsch et les frères Klimt figuraient déjà dans les bottins mondains et les répertoires de propriétaires fonciers édités par Adolph Lehmann (1828-1904).
Matsch, très apprécié par la famille impériale devient, dix ans après avoir été diplômé, un peintre de cour. En 1893, il est nommé professeur à l'École des arts appliqués et le demeure jusqu'en 1902.
Les choses se gâtent entre Klimt et Matsch quand, en 1900, le ministère de l'Éducation leur commande une série de fresques murales et des plafonds destinées à l'université de Vienne connues sous le nom de « peintures des Facultés » (Fakultätsbilder). L'œuvre existe toujours et peut être admirée mais, le projet originel a été largement censuré par les autorités, qualifié même de « pornographique », ce qui a entraîné la démission de Klimt, tandis que le travail de Matsch était, lui, encensé : la partie intitulée Théologie est l'œuvre du seul Matsch, puisque Klimt a refusé de se plier à la commande, exécutant trois panneaux, détruits en 1945.

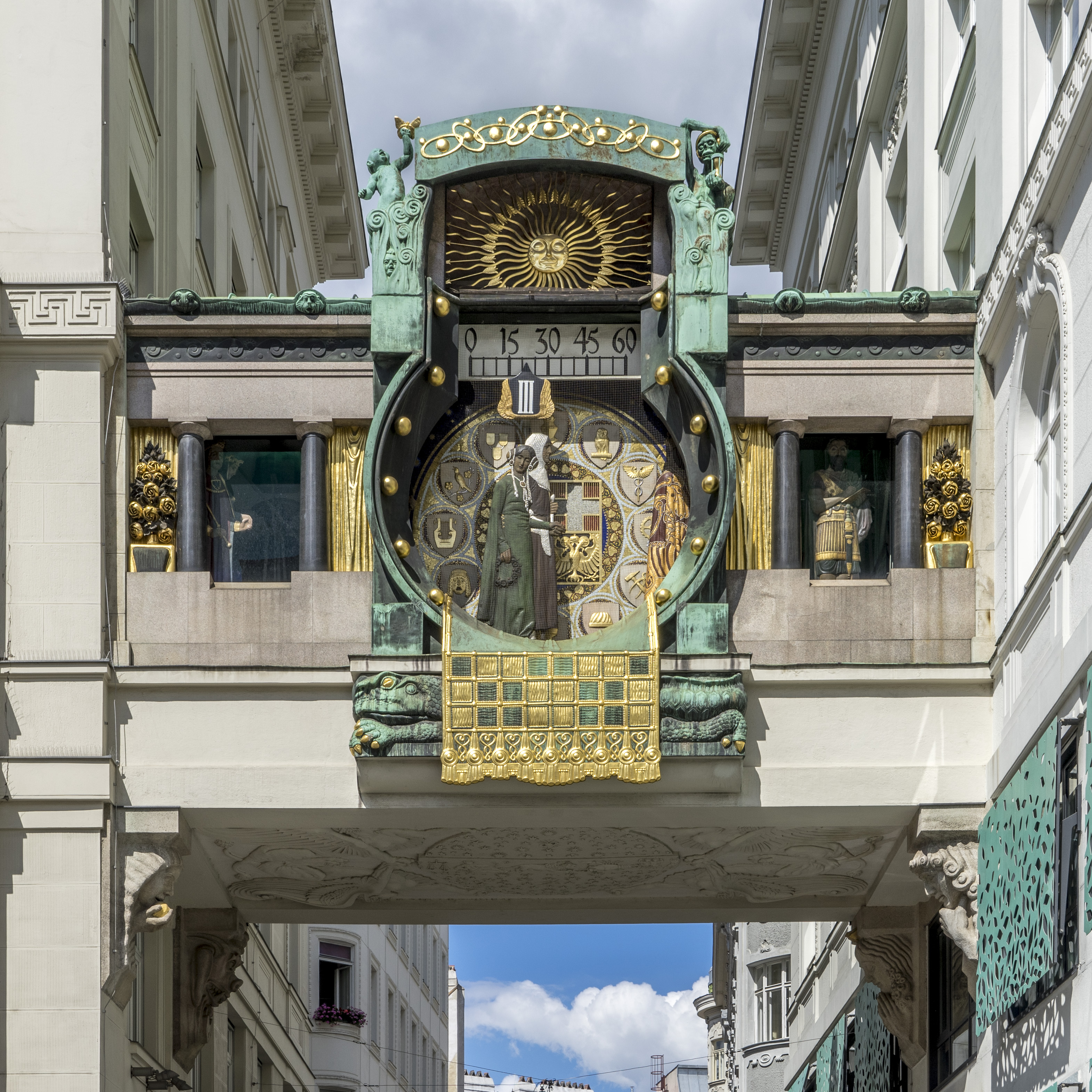
Vue de L'Anker-Uhr dans Hoher Markt (Vienne).

Entre 1911 et 1914, Matsch exécute ce que l'on considère comme l'un de ses chefs-d'œuvre, L'Anker-Uhr, une horloge traversière située dans le quartier de Hoher Markt (de) (le « vieux marché ») à Vienne, et qui prît ce nom d'après la compagnie d'assurance Der Anker (« l'ancre »). Y figurent douze personnages issus de l'histoire autrichienne représentant chacun une heure sur l'horloge, le tout conçu dans un style résolument Art nouveau.
En 1912, Matsch est au sommet de sa gloire : il est anobli par l'empereur et fait Edler (« écuyer »).
Après la Première Guerre mondiale, Matsch devient un artiste de second plan et tombe dans l'oubli.
Il meurt à Vienne le 5 octobre 1942 et est enterré dans le cimetière de Döbling (Döblinger Friedhof).

## Œuvre
Peintre et sculpteur à ses débuts plutôt de facture académique, puisant dans l'histoire, Matsch va finir par trouver dans l'Art nouveau un second souffle, sans doute poussé par Klimt, une façon pour lui d'échapper à l'historicisme et aux travaux de commandes. Son travail artistique est très polyvalent. En plus de nombreux portraits, il a conçu des fontaines et des monuments funéraires, ainsi que des décors et des costumes pour des comédiens tels que l'actrice Charlotte Wolter. On compte aussi de nombreux paysages, marqués, avant 1914, par le courant impressionniste. Ses toiles après 1919 sont cependant d'une facture très classique.

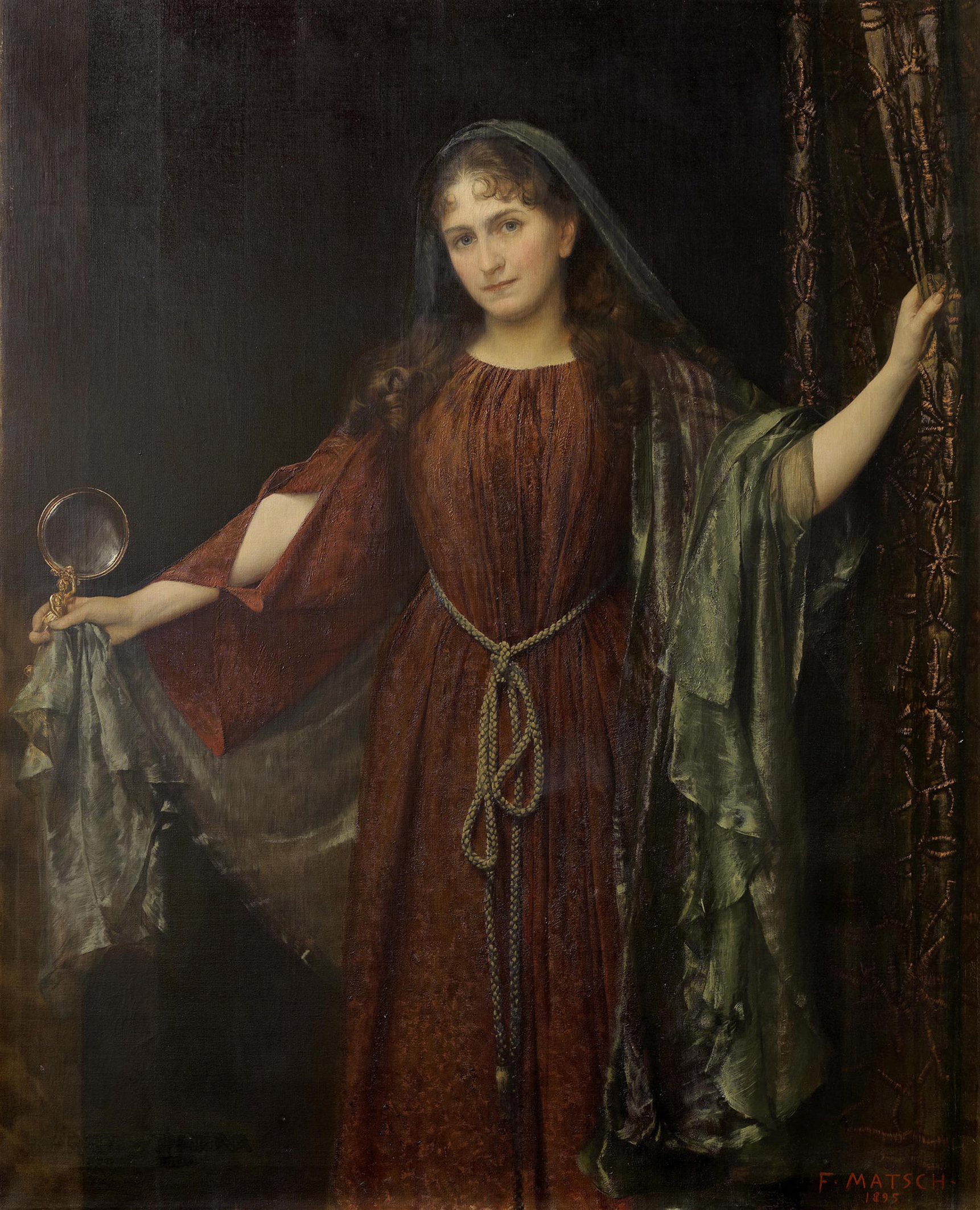
L'actrice Katharina Schratt dans le rôle de Frau Wahrheit (1895).
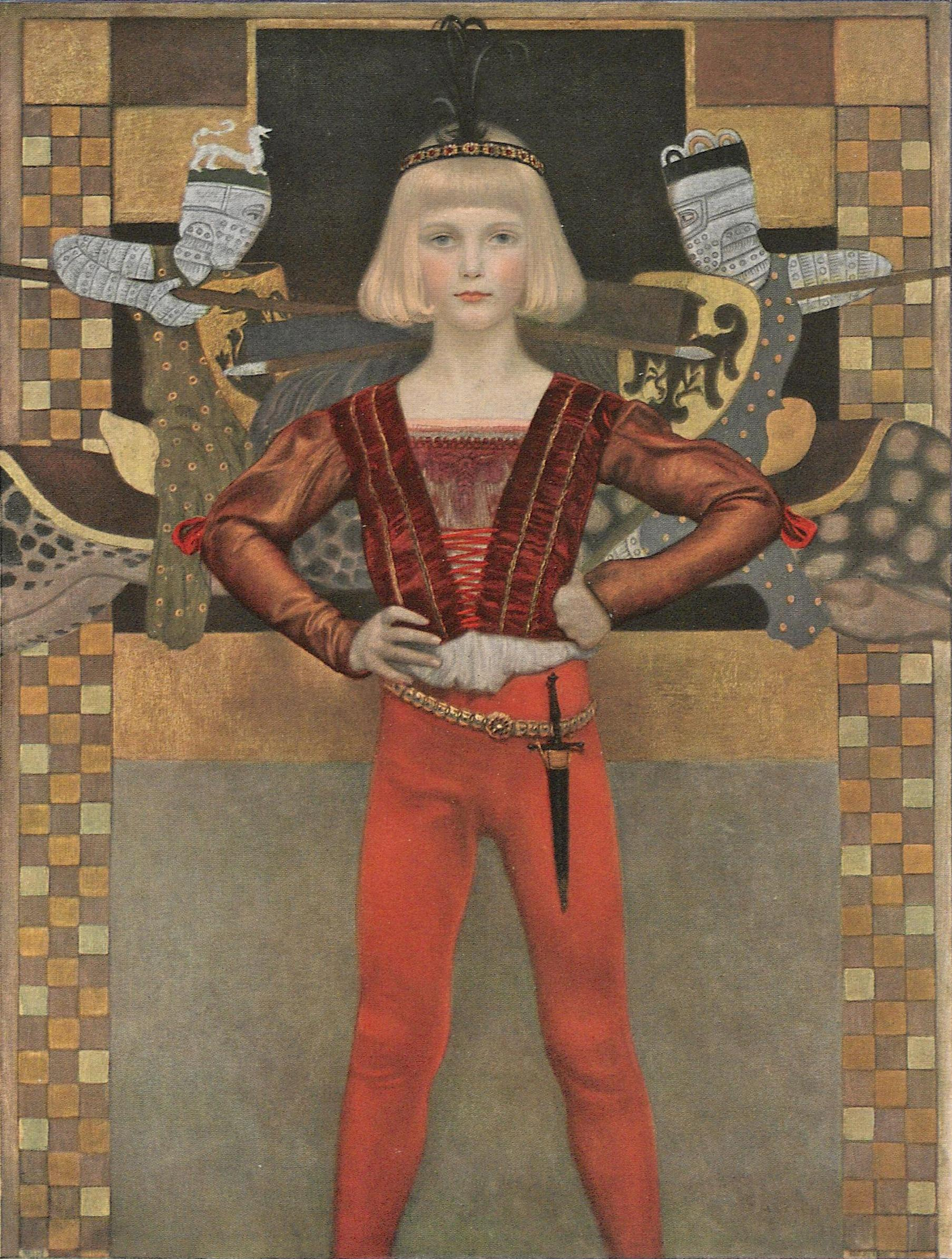
Franziskus (1907)[4].
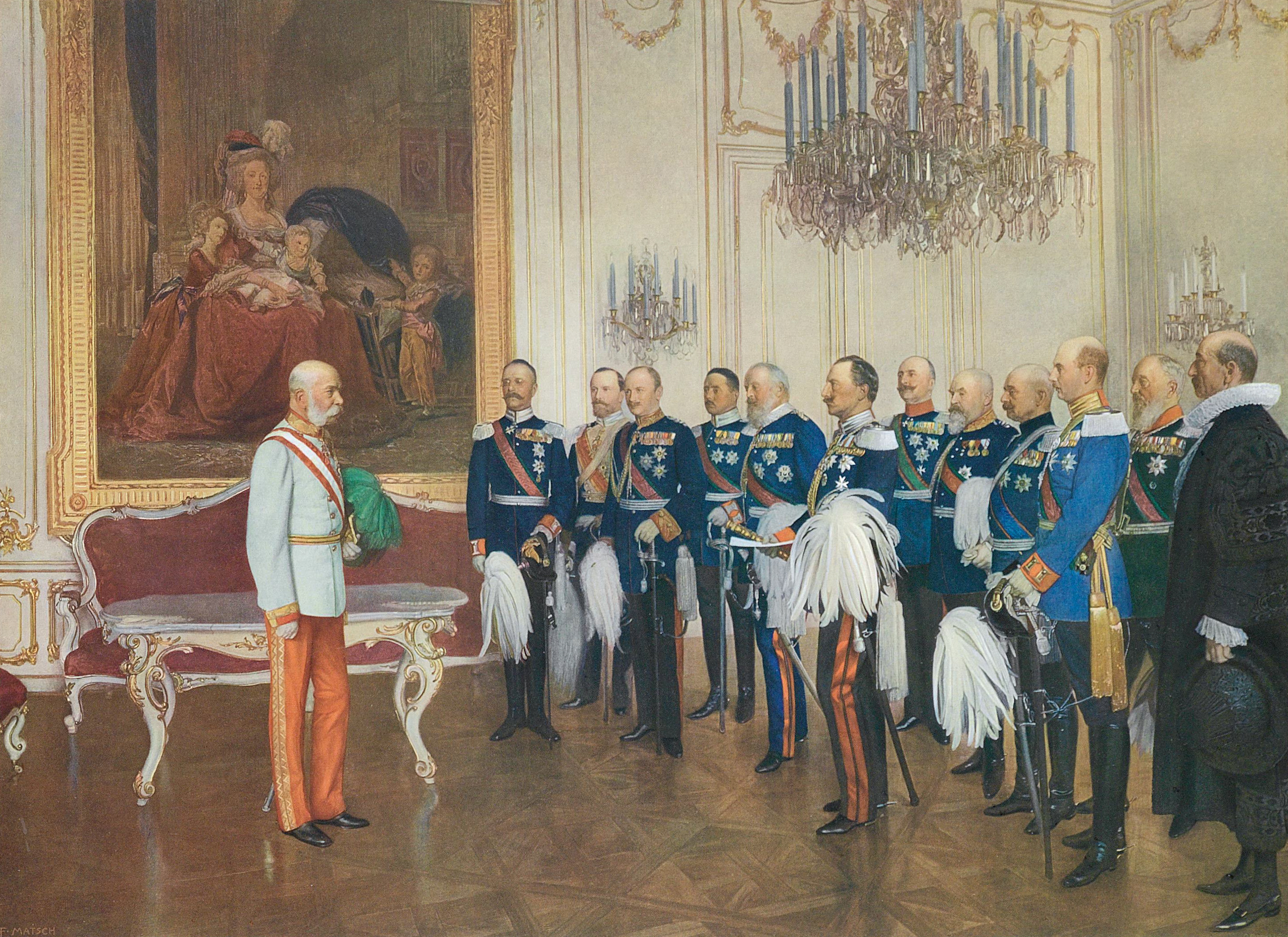
Die deutsches Bundesfürsten huldigen Kaiser Franz Joseph (1908).
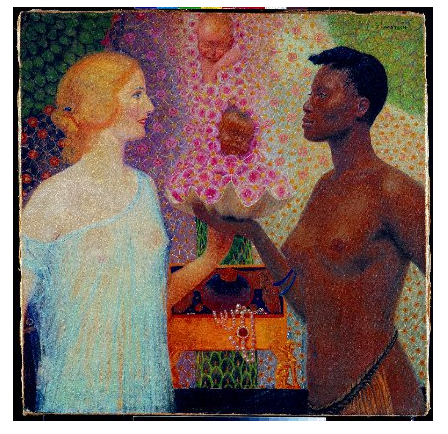
Allegorie auf den Reichtum der Welt (1913).
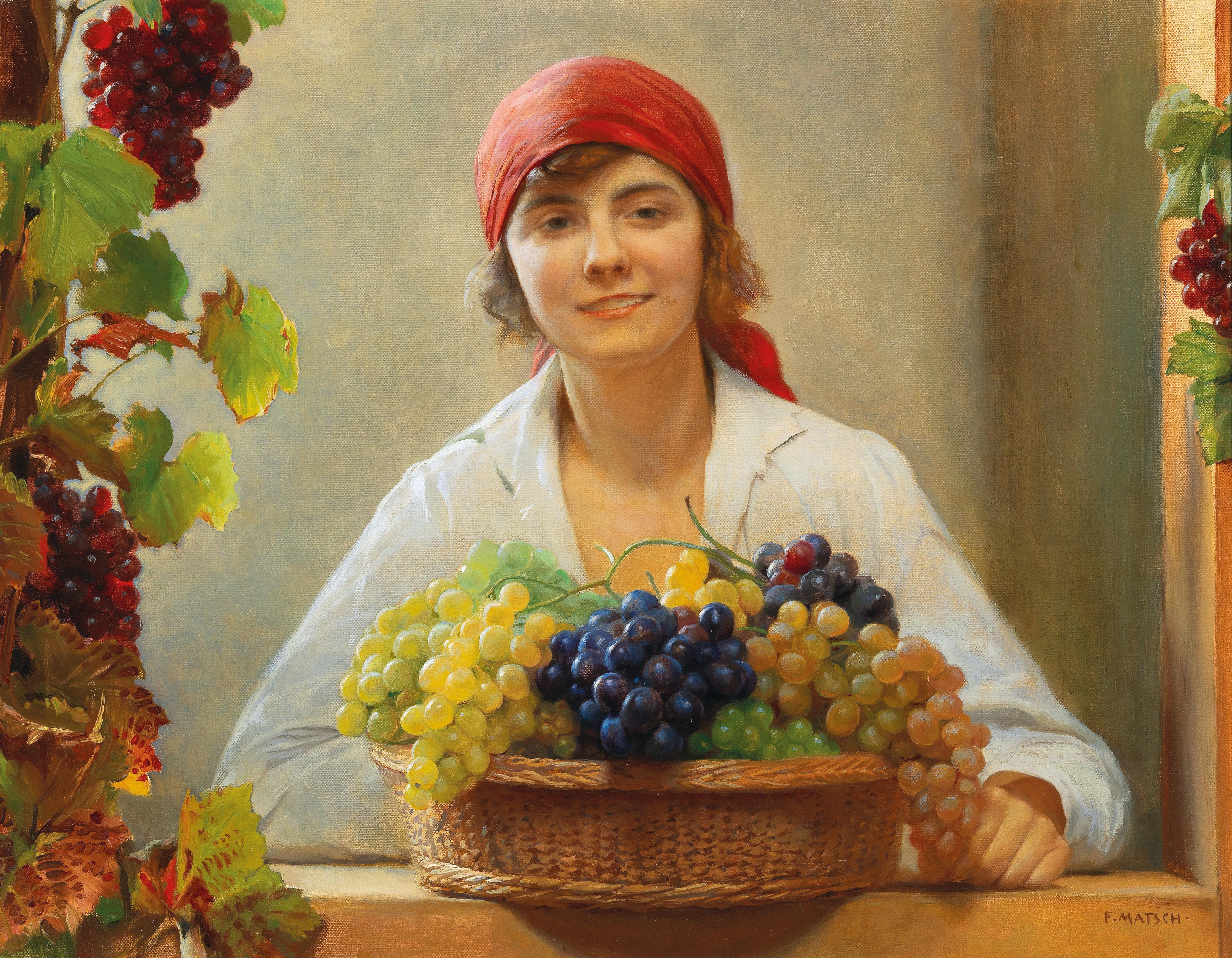
La Récolte de raisins (vers 1920).